# Tossal de la Gotellera
El Tossal de la Gotellera és una muntanya de 701 metres que es troba al municipi de la Sénia, a la comarca catalana del Montsià.